# Pablo Giménez
Pablo Júnior Giménez (ur. 26 czerwca 1981 w Juan de Mena) – paragwajski piłkarz grający na pozycji napastnika. W 2004 roku reprezentant kraju na igrzyskach olimpijskich w Atenach.

## Kariera sportowa

### Kariera klubowa
Jego pierwszym klubem był paragwajski klub Guarani. Występował tam przez 3 sezony – 2001/2002, 2002/2003 oraz 2003/2004. W ciągu 3 sezonów wystąpił 113 razy i strzelił 35 bramek. Następnie na rok przeniósł się do brazylijskiego klubu Atlético Mineiro, w którym wystąpił 7 razy. W 2006 roku przeniósł się do Cerro Porteño, w którym w 17 meczach strzelił 1 bramkę, a następnie przeszedł do argentyńskiego klubu Quilmes, gdzie wystąpił 12 razy i strzelił 2 bramki. W sezonie 2007/2008 wrócił do Cerro Porteño, w którym rozegrał 43 mecze i strzelił 11 bramek. W sezonie 2008/2009 roku przeszedł do meksykańskiego klubu Querétaro, w którym w 11 meczach strzelił 4 bramki. W 2010 roku wrócił do swojego pierwszego klubu Guarani, w którym w 3 spotkaniach strzelił 2 bramki. W 2011 roku przeniósł się do kolumbijskiego klubu Desportes Tolima. Po 12 meczach, w których nie strzelił ani jednej bramki, na resztę sezonu 2011/2012 przeniósł się do Sportivo Luqueño, w którym strzelił 3 bramki w 20 meczach. W kwietniu 2012 roku jego umowa ze Sportivem została rozwiązana z powodu braku dyscypliny.

### Kariera reprezentacyjna
Pablo Gimenez w 2001 roku został powołany do kadry Paragwaju, w której zagrał 2 mecze. W 2004 roku razem z kadrą wywalczył srebrny medal na igrzyskach olimpijskich w Atenach w 2004 roku.